# October Cherries
(The) October Cherries was aan het eind van de jaren zestig een popgroep uit Singapore. Oorspronkelijk waren ze bekend als de Surfers, maar ze wijzigden hun naam in 1968 naar The October Cherries.
Songs met een sterke psychedelische inslag waren Lay down your love, Dreamseller en Felicia. Later brachten ze ook nog niet-psychedelische albums uit. In de tijd erna varieerde de muziekkeuze en brachten ze begin jaren zeventig rock-'n-roll-covers uit van The Cats (Let's dance), Mouth & MacNeal, Neil Diamond en The Sweet, tot hardrockmuziek in 1980 met covers van Ted Nugent en Blue Öyster Cult.

## Albums
De groep bracht verschillende albums uit, met als eerste twee:
- Meet the October Cherries, 1969
- Dreamseller

Twee niet-psychedelische albums die volgenden waren:
- Funkgus I - Man with a Gun
- Funkgus I I.